# Lavardin (Sarthe)
Lavardin is een gemeente in het Franse departement Sarthe (regio Pays de la Loire) en telt 786 inwoners (2005). De plaats maakt deel uit van het arrondissement Mamers.

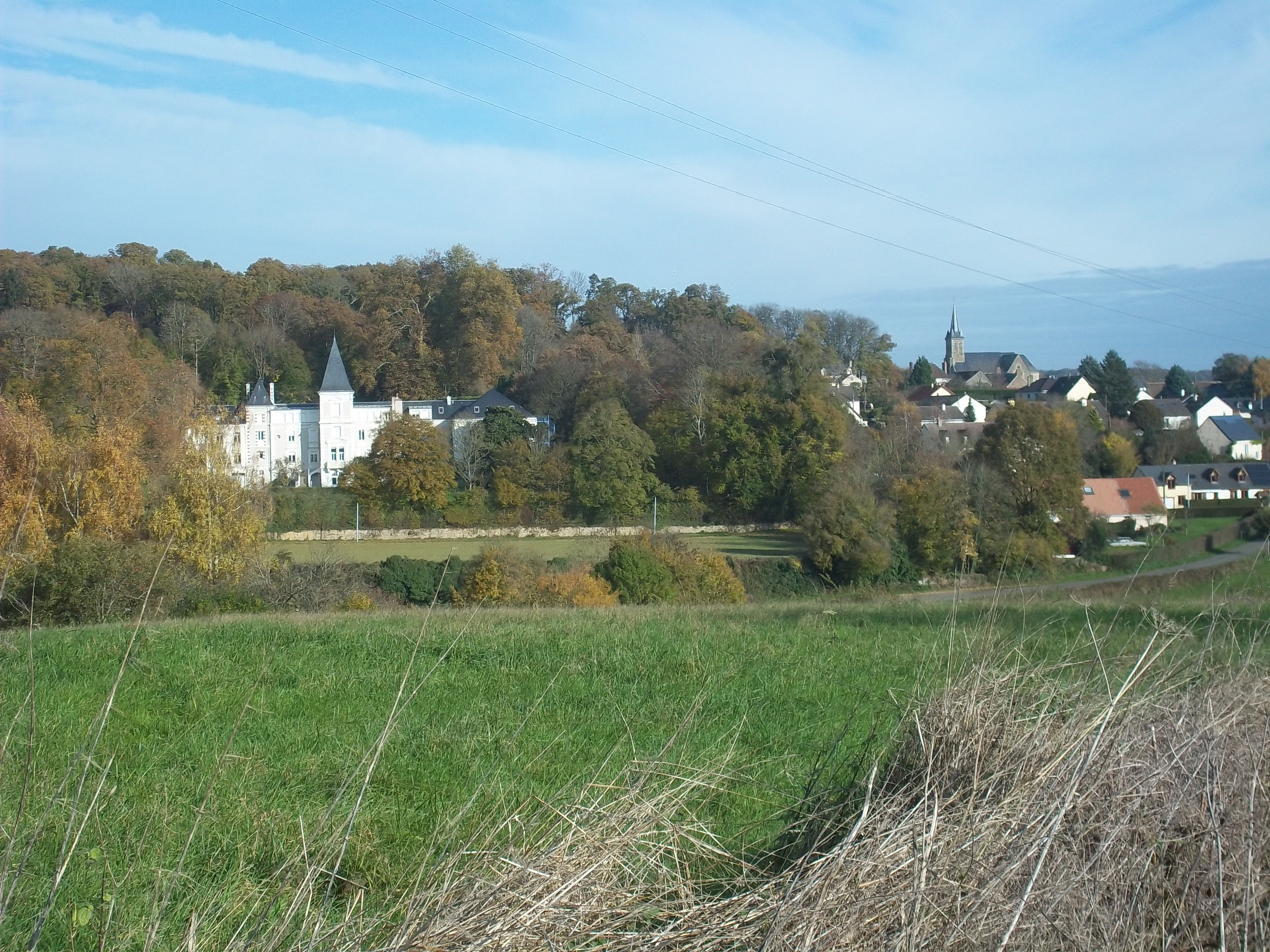
Lavardin
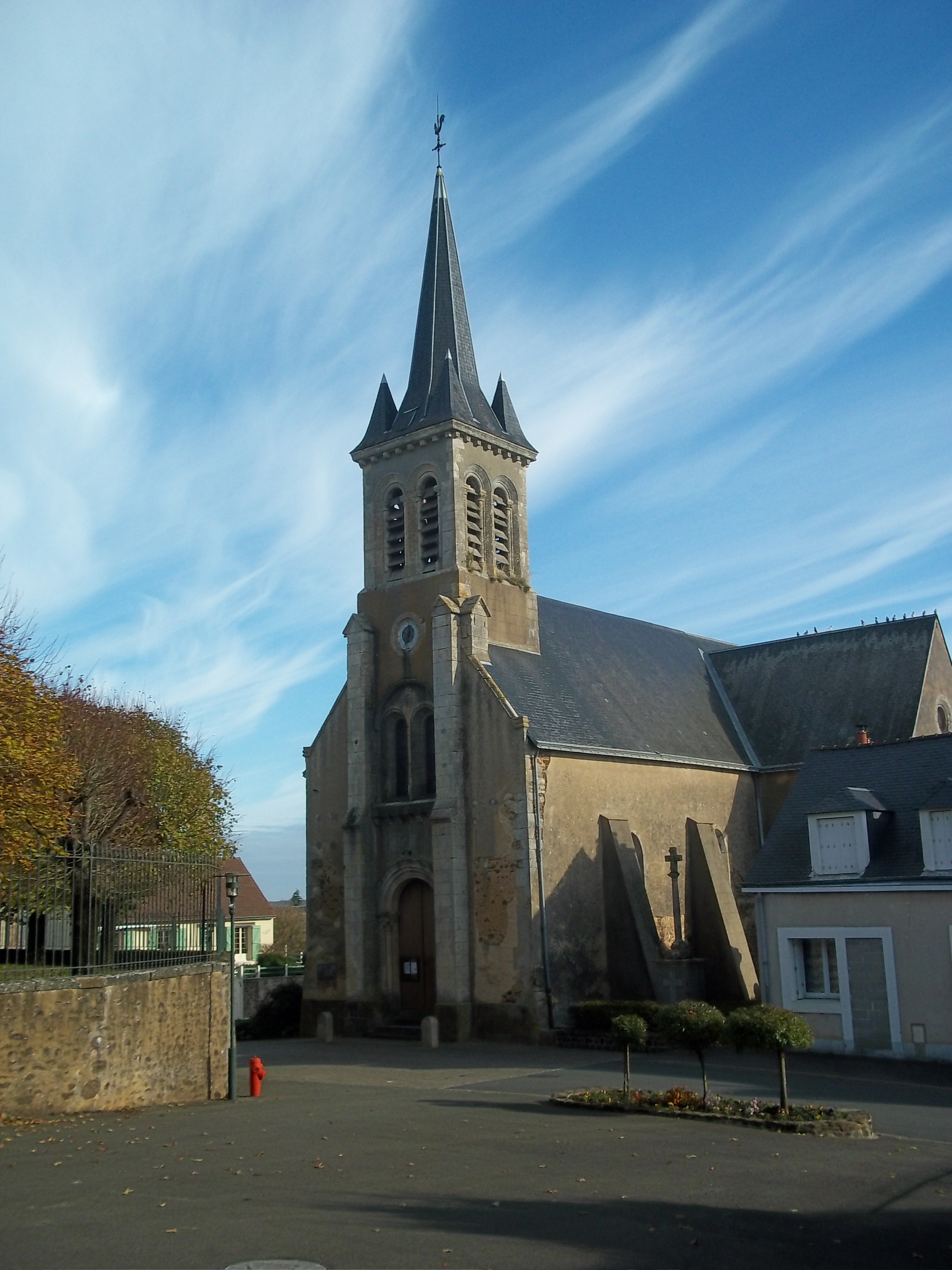
Kerk in Lavardin

## Geografie
De oppervlakte van Lavardin bedraagt 7,6 km², de bevolkingsdichtheid is 103,4 inwoners per km².
De onderstaande kaart toont de ligging van Lavardin (Sarthe) met de belangrijkste infrastructuur en aangrenzende gemeenten.

## Demografie
Onderstaande figuur toont het verloop van het inwonertal (bron: INSEE-tellingen).